# Кольтоган (Ордабасинський район)
Кольтога́н (каз. Көлтоған) — село у складі Ордабасинського району Туркестанської області Казахстану. Входить до складу Карааспанського сільського округу.
До 1993 року село називалось Мамаєвка.
Населення — 1307 осіб (2021; 1299 у 2009, 1243 у 1999, 1108 у 1989).